# پیتر بوقوسیان
پیتر بوقوسیان (انگلیسی: Peter Boghossian; ۲۵ ژوئیهٔ ۱۹۶۶ – ) فیلسوف اهل ایالات متحده آمریکا است.